# Калакуцкие
Калакуцкие (пол. Kałakucki) — русский дворянский род.
Происходит из Польши и вступил в подданство России после взятия Смоленска в 1656 году. Внесён в VI и II части родословной книги Смоленской, Владимирской и Калужской губерний (Гербовник, VII, 130).

## Представители рода
- Калакуцкий, Вениамин Семёнович (1807—1855) — подполковник артиллерии
  - Калакуцкий, Николай Вениаминович (1831—1889) — генерал-майор-инженер, металловед.
  - Калакуцкий, Александр Вениаминович (1835—1893) — генерал-майор, участник русско-турецкой войны 1877—1878 годов.

## Описание герба
На щите, разделённом перпендикулярно надвое, в правой половине, в голубом поле, изображён золотой крест, а под ним, в красном поле, серебряная шпага остроконечием вверх. В левой половине, в зелёном поле, от середины щита с правой стороны диагонально означены два золотых палисадника.
На щите дворянский коронованный шлем. Нашлемник: три страусовых пера. Намёт на щите зелёный и красный, подложенный золотом. Герб рода Калакуцких внесен в часть 7 Общего гербовника дворянских родов Всероссийской империи, стр. 130.